# 洞窟おじさん
『洞窟おじさん』（どうくつおじさん）は、日本のテレビドラマ。NHK BSプレミアムにて2015年7月20日から放送された。全4回。

## 概要
加村一馬の「洞窟オジさん 荒野の43年」を原作とする。原作者は実際に、1959年（昭和34年）に13歳で家出してから43年間に渡り野宿生活を続けていた人物で、本作はその体験をドラマ化したもの。平成27年文化庁芸術祭賞テレビ・ドラマ部門優秀賞を受賞している。

## キャスト
- 加山一馬 - リリー・フランキー[3]（青年時代：中村蒼[4]、少年時代：富田海人）
- 宅間剛 - 浅利陽介
- 白石真佐子 -  坂井真紀
- 軽部久美 - 尾野真千子
- 木村千次 - 宇野祥平
- 盛本寛治 - でんでん
- 加山二郎 - 森下能幸
- 加山富子 - 山下容莉枝
- 加山勇三 - 信太昌之
- 長嶋功 - 野間口徹
- 桃園幸作 - 生瀬勝久
- 丹波惣一郎 - 小野武彦
- 砂川義夫 - 井上順[5]
- 砂川雅代 - 木内みどり
- 知見 - 山中崇[6]